# Пасхальное богослужение

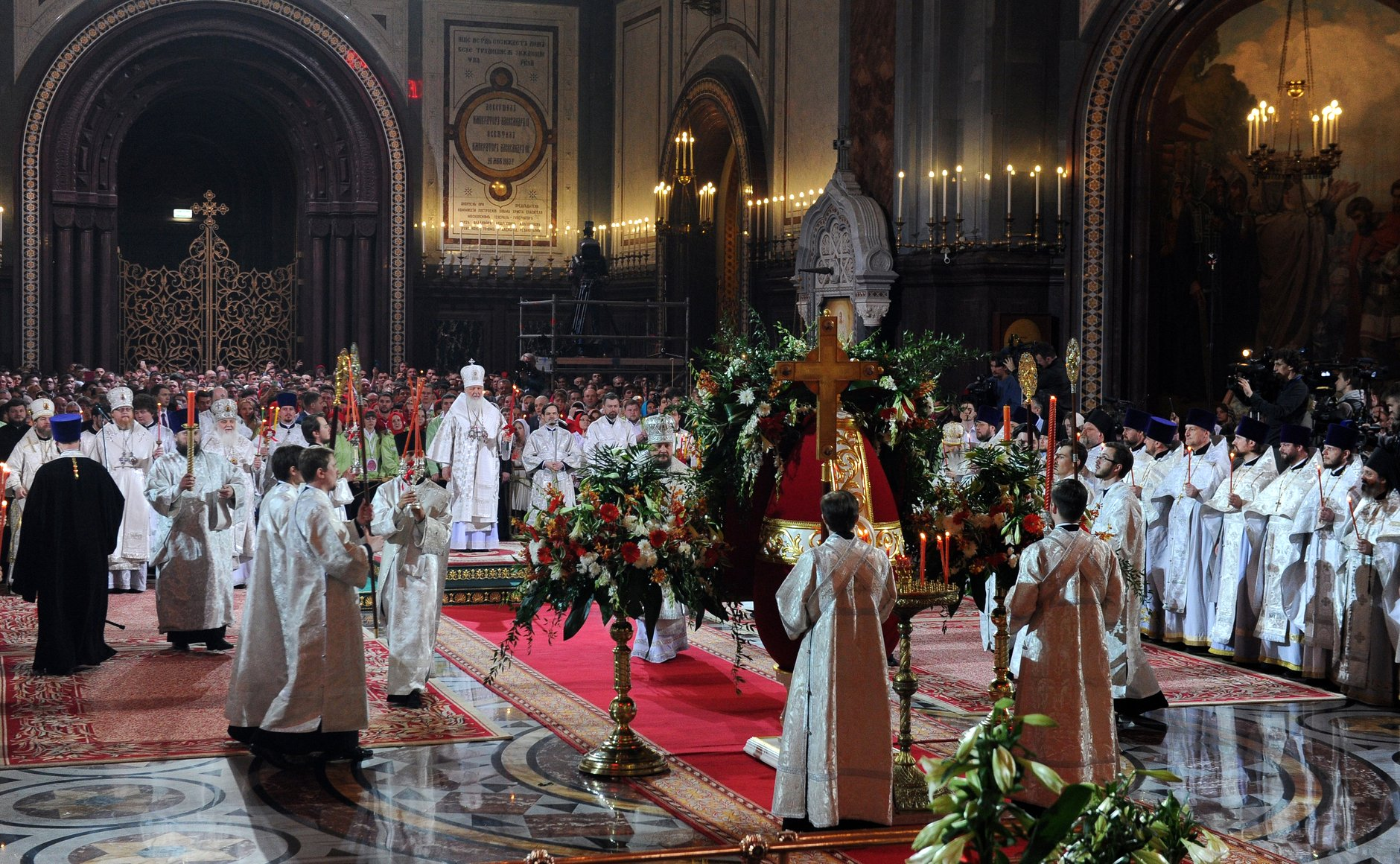
Пасхальная литургия в храме Христа Спасителя (Москва), 1 мая 2016 года

Пасхальное богослужение — праздничное богослужение, совершаемое на праздник Пасхи.

## История
В ранней Церкви Великий пост служил подготовкой к принятию оглашенными Таинства Крещения в ночь Великой Субботы. Из баптистерия новокрещённые шли в храм к принятию Святых Таин на пасхальной литургии. Принятие Крещения на Пасху переживалось по-особенному как участие (со-погребение и совоскресение) в вольной Смерти и Воскресении Господа:
мы погреблись с Ним крещением в смерть, дабы, как Христос воскрес из мертвых славою Отца, так и нам ходить в обновленной жизни. Ибо если мы соединены с Ним подобием смерти Его, то должны быть [соединены] и [подобием] воскресения.(Рим. 6:4-5)
В жизни новокрещённых активно участвовала вся церковь. В IV веке, когда институт оглашенных потерял своё значение, Великий пост из подготовки оглашенных стал временем покаяния и подготовки верующих к Пасхе.
В православии шествие из баптистерия в храм осталось по отдельности в чине крещения в виде послекрещального шествия, а в чине пасхальной службы в виде крестного хода перед утреней и Литургией.
С тех пор в византийском чинопоследовании литургии в Великую Субботу сохранился ряд элементов от «крещальной литургии»:
1. чтение на Вечерне, совершаемой непосредственно перед собственно литургией, пятнадцати паремий (ветхозаветных чтений) для покрытия времени крещения оглашенных баптистерии, пока верующие ожидали их в храме;
2. апостольское 91-е зачало (Рим. 6:3-11) и евангельское 115-е зачало от Матфея (Мф. 28:1-20), наиболее близко повествующее о Воскресении, чту́тся только на литургии Великой Субботы. Оба эти зачала литургии взяты с таинства крещения;
3. пение вместо Трисвятого крещального гимна «Ели́цы во Христа крести́стеся, во Христа облеко́стеся, аллилуия.» (крещённые входили в храм).
4. переоблачение священнослужителей в светлые одежды во время пения «Воскресни́, Боже, суди́ земли, яко Ты насле́диши во всех язы́цех.» по чтении Апостола.

В католицизме древний обычай крещения взрослых на Пасху сохранился. Обряд крещения проводится в ходе Пасхальной Литургии между Литургией слова и Евхаристической Литургией. В православии в настоящее время обычай крещения взрослых на Пасху вновь возрождается, но, как правило, из-за удалённости баптистерия — крещальной купели, крещение проводят отдельным чином в Великую Субботу или на Пасху днём.

## Православие

### Общие замечания
От дня Пасхи седмицы начинаются с Недельного дня (воскресенья) и оканчиваются субботой — седмицы периода пения Постной Триоди, исключая Страстную седмицу, начинаются с понедельника и оканчиваются Неделей. Празднование Пасхи продолжается в течение 39 дней и заканчивается в канун Вознесения, когда бывает Отдание Пасхи.
По воспринятому в 1929 году в Русской церкви при митрополите Сергии от современной греческой Цветной Триоди обыкновению, в канун Отдания Пасхи (вечером) и на Отдание (утром) совершается чинопоследование, аналогичное последованию служб Светлой седмицы, с пением пасхальных часов.

### Приготовление к Пасхе

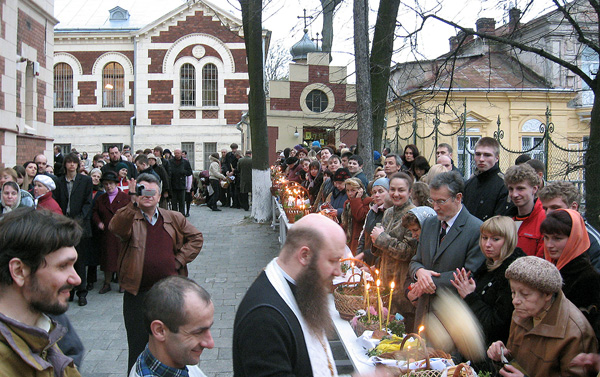
Освящение яств вечером в канун Пасхи, Георгиевский собор во Львове

Подготовительный период охватывает Великий пост и Страстную седмицу. В Великую субботу скорбные песнопения сменяются радостными предпраздничными.
По Типикону, Литургия Василия Великого в Великую субботу должна совершаться вечером (вечерня, соединяемая с Литургией, начаться о часе́ 10-м дне ≈ 16.00), а между ней и самой пасхальной службой небольшой промежуток времени заполниться чтением Деяний св. апостолов. Монахи обязаны с прилежанием выслушать — «в таковы́х бо времене́х и ме́стех тщи́тся враг оскверни́ти неради́выя и многосонли́выя мона́хи.» Для подкрепления телесных сил благословляются хлебы и вино, как на литии. В часу 4-м но́щи (≈ 22.00) начинается пасхальная полунощница:
- вжига́ются вся канди́ла,
- ударяется било,
- Трисвятое по Отче наш,
- Псалом 50,
- Канон Великой субботы, глас 6: "Волною морскою: ",
- по 3-й песни: седален и Слова Епифания Кипрского: «Что сие днесь безмолвие много, яко Царь спит,..»
- по 6-й песни: кондак, икос и толкование Евангелия от Матфея или от Иоанна и слово воскресно Златоустаго,
- по 9-й песни: Трисвятое по Отче наш,
- тропарь глас 2: «Егда снизшел еси к смерти…»,
- ектения сугубая,
- отпуст.

В современной приходской практике литургия Великой субботы заканчивается примерно в полдень, после чего, по обыкновению, обусловленному практическими соображениями приходской жизни, во многих приходах Русской церкви бывает освящение пасхальных снедей (творожных пасох, куличей, яиц, также в некоторых местностях и мяса), совершаемое вне храма (устав предписывает освящать скоромные яства после пасхальной литургии, то есть непосредственно пред разговением). В таком случае (если освящение куличей и пасох совершается до Светлой заутрени), вместо пасхального тропаря поют воскресный тропарь 2-го гласа: «Егда снизшел еси к смерти, Животе Безсмертный».
В 23.00 совершается полунощница, которая ещё относится к пению Триоди постной. На 9-й песни канона полунощницы плащаница с середины храма через царские врата священниками вносится в алтарь и полагается на престол, где она остаётся до отдания Пасхи.

### Служба ночью в первый день Пасхи

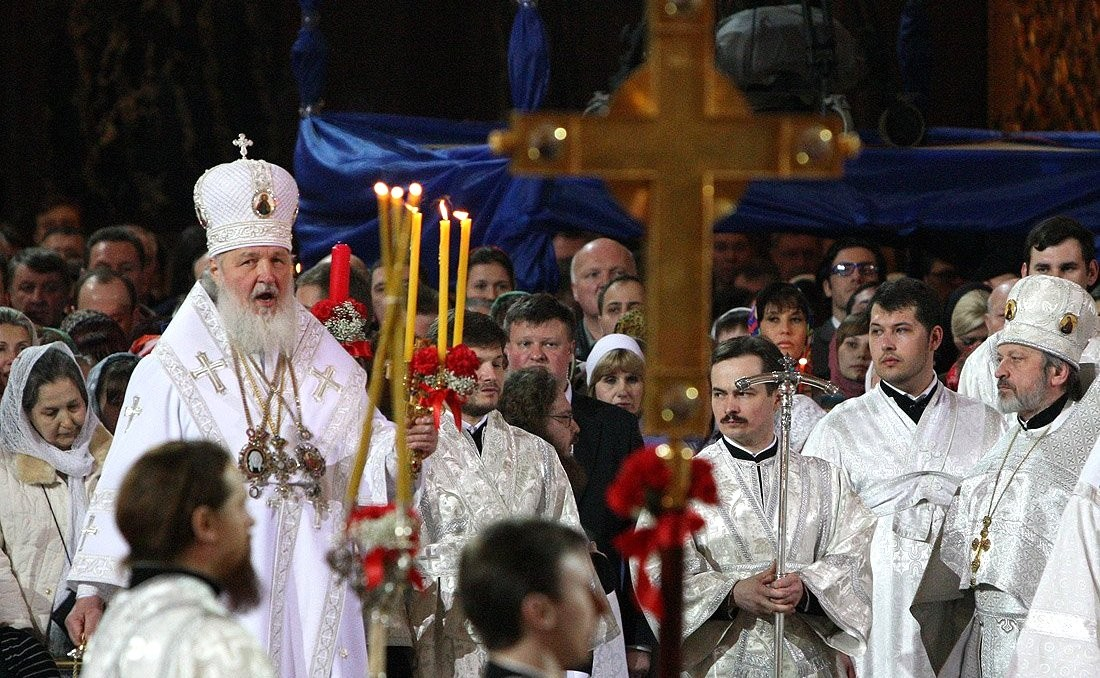
Патриарх Кирилл проводит пасхальную литургию в храме Христа Спасителя, 2010 г.

По сложившейся в России к концу XIX века практике, пасхальную утреню (также часто именуемую заутреней) принято начинать ровно в полночь по местному времени пением в алтаре духовенством праздничной стихиры, глас 6:
Воскресе́ние Твое́, Христе́ Спа́се, / А́нгели пою́т на небесе́х, / и нас на земли́ сподо́би / чи́стым се́рдцем // Тебе́ сла́вити.
В алтаре эта стихира поётся трижды: первый раз — тихо, при затворённых Царских вратах и задёрнутой катапетасме (завесе). Второй раз — несколько громче, при закрытых Царских вратах, но открытой катапетасме. Третий раз — при отверстых Царских вратах, громко и до половины; вторую половину стихиры велегласно допевает хор.
Продолжая петь стихиру «Воскресение Твое, Христе Спасе…» клир в белом облачении и народ с красными свечами исходят из храма и идут вокруг него крестным ходом под непрерывным колокольным трезвоном: впереди церковнослужитель несёт фонарь со свечой внутри под стеклом, за ним попарно шествуют другие с запрестольными крестом и иконой, с хоругвями, диакона со свечами. Один из священников несёт Евангелие, другой икону Воскресения, за ними — предстоятель с трисвещником и кадилом. Где только один священник служит, допускается мирянам нести на пелена́х иконы Воскресения Христова и Евангелие (ещё не освящённый артос на этом крестном ходе не носится, он остаётся на столике у иконы Спасителя справа от царских врат).
Согласно Типикону, крестный ход в пасхальную ночь должен быть только от северных дверей храма, до западных. Пред закрытыми дверями храма (на паперти) шествие останавливается, трезвон прекращается. Церковнослужители с крестами и иконами выстраиваются у дверей храма в одну линию лицом к молящимся. Предстоятель в тишине совершает каждение переносимых святынь, духовенства, певцов и других участников крестного хода, затем повернувшись ко храму, крестообразно осеняет кадилом затворённые церковные двери с громким (велегла́сным) возгласом:
Сла́ва Святе́й, и Единосу́щней, и Животворя́щей, и Неразде́льней Тро́ице всегда́, ны́не и при́сно и во ве́ки веко́в.
Все поют:
Аминь.
Затем следует так называемое пасхальное начало, которое предваряет в течение всей Светлой седмицы служение вечерни, утрени, Литургии, случившихся отпеваний и молебнов:
- духовенство трижды поет тропарь Пасхи:

Христо́с воскре́се из ме́ртвых, / сме́ртию смерть попра́в, / и су́щим во гробе́х Живо́т дарова́в.
- лик троекратно повторяет тропарь,
- предстоятель с клиром поют стихи:

Да воскре́снет Бог, / и расточа́тся врази́ Его́!(Пс. 67:2)
Я́ко исчеза́ет дым, да исче́знут!(Пс. 67:3)
Та́ко да поги́бнут гре́шницы от лица́ Бо́жия, / а пра́ведницы да возвеселя́тся!(Пс. 67:3—4)
Сей день, его́же сотвори́ Госпо́дь, / возра́дуемся и возвесели́мся во онь!(Пс. 117:24)
Сла́ва Отцу́ и Сы́ну и Свято́му Ду́ху!
И ны́не и при́сно и во ве́ки веко́в. Ами́нь!
По современной русской традиции, после пения каждого стиха, или же только после последнего запева, предстоятель всех поздравляет пасхальным приветствием:
Христо́с воскре́се!
На что присутствующие отвечают:
Вои́стину воскре́се!
Хор затем каждый раз поёт тропарь Пасхи:
Христо́с воскре́се из ме́ртвых, / сме́ртию смерть попра́в, / и су́щим во гробе́х Живо́т дарова́в.
Последний раз предстоятель поёт тропарь до половины:
Христо́с воскре́се из ме́ртвых, / сме́ртию смерть попра́в
Лик (народ) допевает тропарь:
И су́щим во гробе́х Живо́т дарова́в.
При этом двери храма отверзаются (Устав предписывает, чтобы предстоятель сам их отворил). «Та́же ударя́ют во вся кампа́ны, и кле́плют дово́льно, три зво́ны.»
Все молитвословия Пасхи поются (а не читаются). Обычных для праздничной утрени полиелея, величания, евангельского чтения и великого славословия не бывает (кроме редкого случая совпадения Пасхи с праздником Благовещения Пресвятой Богородицы 25 марта (7 апреля)):

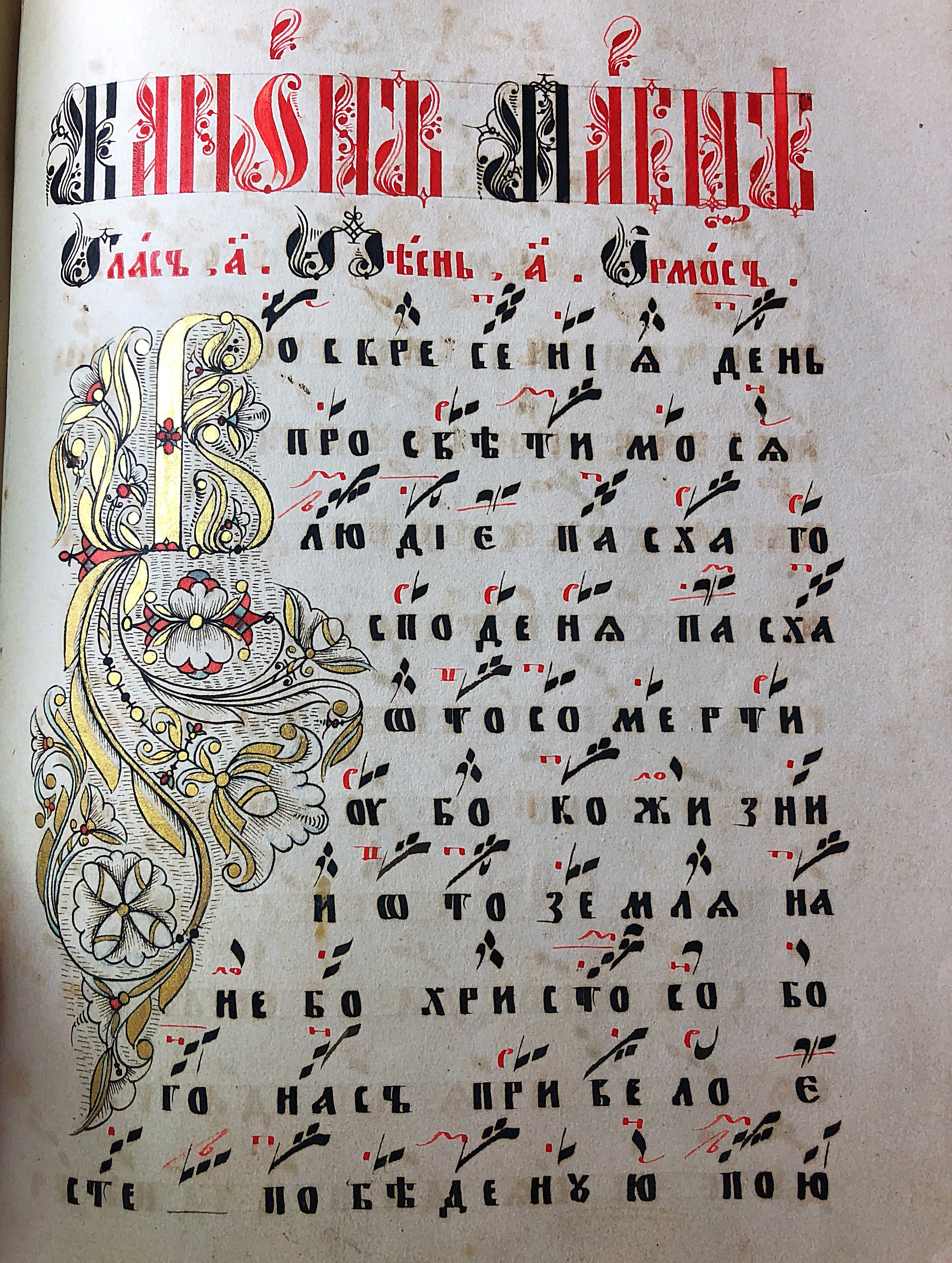
Канон Пасхе, Песнь 1. Старообрядческая рукопись поморской традиции (московские филипповцы, XIX век)

- великая Ектения,

- Пасхальный канон[11] — творения прп. Иоанна Дамаскина, глас 1-й: «Воскресе́ния день,..». Общее количество повторяемых (обычно не повторяются) ирмосов и тропарей на каждой из девяти песен (второй песни нет) канона должно быть 16, к тропарям припевы: «Христос воскресе из мертвых». На каждой песни канона может совершаться каждение алтаря и всего храма. При соборном служении священники совершают каждение поочерёдно, а при очень большом количестве иереев — попарно. При каждении они радостно возвещают: «Христо́с воскре́се!», а молящиеся: «Вои́стину воскре́се!». Архиерей на каждой песни канона может менять на себе облачения разных (белого, зелёного, красного, жёлтого и др.) цветов.

- после каждой песни — малая ектения, на которую диакона исходят из алтаря царскими вратами и с большими свечами в руке. После ектении возгласы священников на каждой песни разные.
- по 3-й песни — Ипакои Пасхи, глас 4:

Предвари́вшия у́тро я́же о Мари́и / и обре́тшая ка́мень отвале́н от гро́ба, / слы́шаху от А́нгела: во све́те присносу́щнем Су́щаго / с ме́ртвыми что́ и́щете, я́ко челове́ка? / Ви́дите гро́бныя пелены́: тецы́те и ми́ру пропове́дите, / я́ко воста́ Госпо́дь, умертви́вый смерть, // я́ко есть Сын Бога, спаса́ющаго род челове́ческий.
 И, по Типикону, чтение Григория Богослова: "На стра́жи мое́й ста́ну: "
- по 6-й песни — Кондак Пасхи, глас 8:

А́ще и во гроб снизше́л еси́, Безсме́ртне, / но а́дову разруши́л еси́ си́лу, / и воскре́сл еси́, я́ко Победи́тель, Христе́ Бо́же, / жена́м мироно́сицам веща́вый: Ра́дуйтеся! / и Твои́м апо́столом мир да́руяй, // па́дшим подая́й Воскресе́ние.
Икос: «Е́же пре́жде со́лнца…», (по Уставу читается Синаксарь), затем поётся: Воскресение Христово видевше,.., «Воскресы́й Иису́с от гро́ба,..»
- по 9-й песни — Ексапостиларий Пасхи:

Пло́тию усну́в, яко мертв, Царю́ и Го́споди, тридне́вен воскре́сл еси́, Ада́ма воздви́г от тли, и упраздни́в смерть: Па́сха нетле́ния, ми́ра спасе́ние.
- стихиры на хвалитех,
- стихиры Пасхи[12]:

Да воскре́снет Бог, и расточа́тся врази́ Его́.
Па́сха свяще́нная нам днесь показа́ся, Па́сха но́ва свята́я, Па́сха та́инственная, Па́сха всечестна́я. Па́сха Христо́с Изба́витель, Па́сха непоро́чная, Па́сха вели́кая, Па́сха ве́рных. Па́сха две́ри ра́йския нам отверза́ющая. Па́сха всех освяща́ющая ве́рных.
Я́ко исчеза́ет дым, да исче́знут.
Прииди́те от виде́ния жены́ благове́стницы, и Сио́ну рцы́те: приими́ от нас ра́дости благове́щения, Воскресе́ния Христо́ва: красу́йся, лику́й и ра́дуйся, Иерусали́ме, Царя́ Христа́ узре́в из гро́ба, я́ко жениха́ происходя́ща.
Та́ко да поги́бнут гре́шницы от Лица́ Бо́жия, а пра́ведницы да возвеселя́тся.
Мироно́сицы жены́, у́тру глубоку́, предста́вша гро́бу Живода́вца, обрето́ша А́нгела на ка́мени седя́ща, и той провеща́в им, си́це глаго́лаше: что и́щете Жива́го с ме́ртвыми? что пла́чете Нетле́ннаго во тли? Ше́дше, пропове́дите ученико́м Его́.
Сей день, его́же сотвори Госпо́дь, возра́дуемся и возвесели́мся в онь.
Па́сха кра́сная, Па́сха, Госпо́дня Па́сха! Па́сха всечестна́я нам возсия́. Па́сха, ра́достию друг дру́га обы́мем. О Па́сха! Избавле́ние ско́рби, и́бо из гро́ба днесь, я́ко от черто́га возсия́в Христо́с, жены́ ра́дости испо́лни, глаго́ля: пропове́дите апо́столом.
Сла́ва Отцу́ и Сы́ну и Свято́му Ду́ху, и ны́не и при́сно и во ве́ки веко́в. Ами́нь.

Воскресе́ния день, и просвети́мся торжество́м, и друг дру́га обы́мем. Рцем бра́тие, и ненави́дящим нас, прости́м вся Воскресе́нием, и та́ко возопии́м: Христо́с воскре́се из ме́ртвых, сме́ртию смерть попра́в, и су́щим во гробе́х живо́т дарова́в.
При пении стихир Пасхи духовенство в алтаре и народ в храме христосуются, произнося слова Пасхального приветствия: «Христос воскресе!» и отвечая «Воистину воскресе!», троекратно целуются и дарят друг другу пасхальные яйца (в некоторых храмах предстоятель даже слегка подбрасывает крашенные яйца в толпу народа). По Уставу предстоятель с крестом, а другие священники с Евангелием и образа́ми, выходят из алтаря царскими вратами и христосуются с каждым присутствующим в храме.
- чтение Огласительного слова Иоанна Златоуста[13]: «А́ще кто благочести́в и боголюби́в…»,
- пение тропаря свт. Иоанну Златоусту: «Уст твои́х я́коже све́тлость огня…»,
- ектении — сугубая: «Поми́луй нас, Бо́же…» и просительная: «Испо́лним у́треннюю моли́тву…»,
- пасхальный отпуст,
- тропарь Пасхи,
- многолетны.

Пасхальные часы: 1-й, 3-й и 6-й состоят из благословения священником, пения хором пасхального тропаря, воскресной песни «Воскресение Христово видевше…», ипакои, кондака, богородична, Господи помилуй, отпуста. Так как часы ничем не отличаются друг от друга, то для сокращения времени вместо трёх часов часто поётся два, или только один (Входные молитвы и Проскомидия перед Литургией совершается заблаговременно — ещё до Пасхальной полунощницы).
Литургия Иоанна Златоуста:
Благослове́нно Ца́рство Отца́, и Сы́на, и Свята́го Ду́ха, ны́не и при́сно и во ве́ки веко́в.

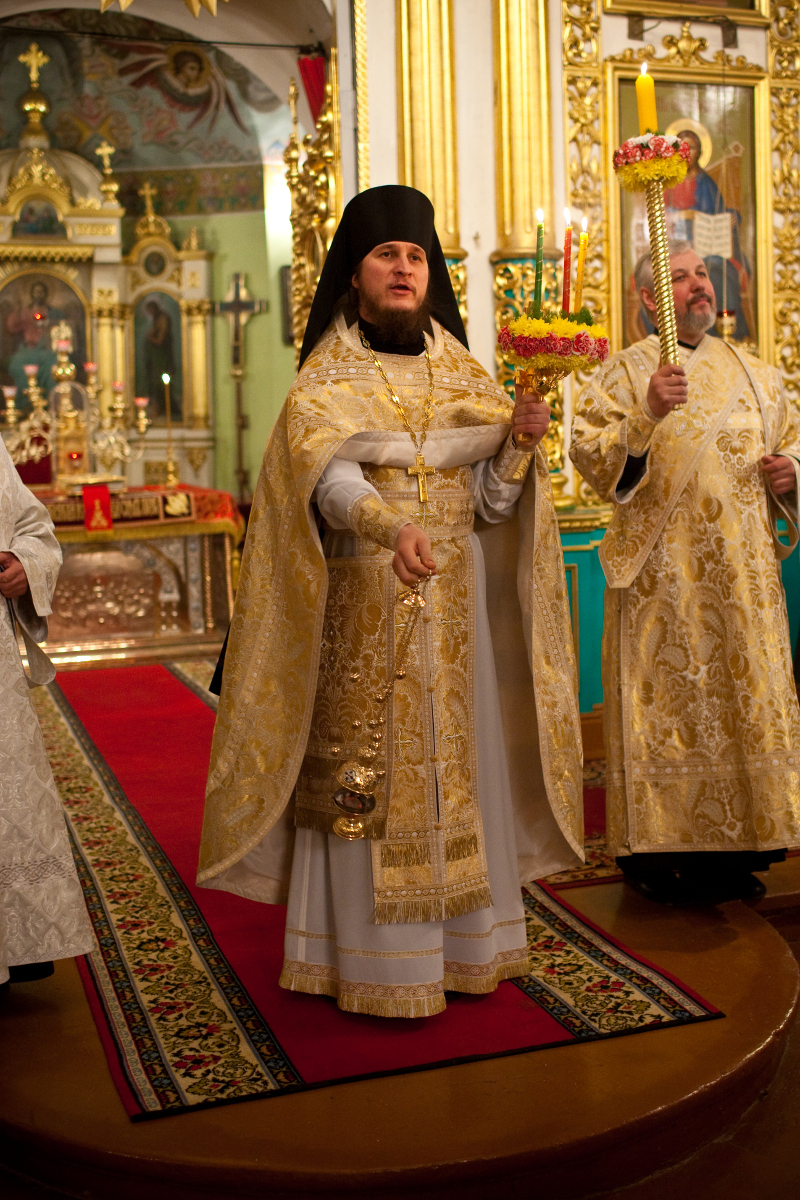
Настоятель Свято-Троицкого собора в Саратове Пахомий (ныне епископ Чистопольский и Нижнекамский) проводит пасхальную литургию, 4 апреля 2010

- тропарь Пасхи с пасхальными припевами: «Да воскре́снет Бог, и расточа́тся врази́ Его́!»… (Пасхальное начало),
- мирная ектения,
- пение первого пасхального антифона — стихи псалма 65: «Воскли́кните Го́сподеви вся земля́,..» с припевом:

Моли́твами Богоро́дицы Спа́се спаси́ нас.
- малая ектения,
- пение второго пасхального антифона — стихи псалма 66: «Боже уще́дри ны и благослови́ ны,..» с припевом:

Спаси́ ны Сы́не Бо́жий, Воскресы́й из ме́ртвых, пою́щия Ти: Аллилу́ия.
- Единородный Сыне,
- малая ектения,
- третий антифон: пасхальные стихи: «Да воскре́снет Бог, и расточа́тся врази́ Его́!»… с пением тропаря Пасхи,
- вход с Евангелием и возглашением:

Прему́дрость, про́сти. В це́рквах благослови́те Бо́га, Го́спода от исто́чник Изра́илевых!
- пасхальные тропарь, ипакои и кондак,
- вместо трисвятаго:

Ели́цы во Христа́ крести́стеся, во Христа́ облеко́стеся: Аллилуия.
- прокимен: «Сей день, его́же сотвори́ Госпо́дь, возра́дуемся и возвесели́мся во онь!» со стихом,
- чтение первого зачала Апостола (Деян. 1:18),
- Аллилуиарий: «Ты воскре́с, уще́дриши Сио́на.» со стихом,
- Евангелие (Ин. 1:1—17):

В нача́ле бе Сло́во, и Сло́во бе к Бо́гу, и Бог бе Сло́во...
Первое зачало Евангелия от Иоанна обычно делят на три ста́тии всеми священнослужителями, стоящими в разных местах алтаря и храма, читают на разных языках, как древних, так и современных, в память о завете Христа проповедовать Слово Божие всем народам (церковнославянском, русском, древнегреческом, латинском, иврите, английском, местных языках и др.). Интересно то, что это 1-е зачало от Иоанна не повествует о Воскресении, но предлагает высокое богословие о Личности Воскресшего. Во время чтения Евангелия колокольный перебор и трезвон.
Далее Литургия продолжается по обычному чину:
- Ектении сугубая, об оглашенных и о верных (заупокойной ектении в праздники не положено, чтобы не омрачать пасхальную радость),
- Херувимская песнь,
- Просительная ектения,
- Символ веры,
- «Милость мира» с Евхаристическим каноном при открытых царских вратах,

- Задостойник Пасхи — поётся сначала припев:

А́нгел вопия́ше Благода́тней: Чи́стая Де́во, ра́дуйся, и па́ки реку́: Ра́дуйся! Твой Сын воскре́се тридне́вен от гро́ба и ме́ртвыя воздви́гнувый: лю́дие весели́теся.
А затем ирмос последней (9-й) песни пасхального канона на глас 1-й:
Свети́ся, свети́ся Но́вый Иерусали́ме, сла́ва бо Госпо́дня на Тебе́ возсия́. Лику́й ны́не и весели́ся, Сио́не. Ты же, Чи́стая, красу́йся, Богоро́дице, о воста́нии Рождества́ Твоего.
- Причастный стих Пасхи:

Те́ло Христо́во приими́те, Исто́чника Безсме́ртнаго вкуси́те! Аллилу́ия
Через отверстые царские врата все прихожане могут свободно наблюдать за причащением духовенства в алтаре.
На Литургии в Пасху все христиане призваны причаститься, то есть, непосредственно соединиться с воскресшим Христом.
- во время причащения и после него многократно поётся тропарь Пасхи.
- по заамвонной молитве освящается артос, который затем ежедневно торжественно переносится Чином возношения панагии в братскую трапезу, но не раздробляется и не съедается до Светлой субботы, а возвращается в храм и на столике ставится между службами в Царских вратах, которые бывают постоянно отверсты в продолжение всей Светлой седми́цы.
- чтутся Благодарственные молитвы по Святом Причащении.

Согласно уставным предписаниям, по пасхальной литургии следует освящение скоромной пасхальной снеди (в Русской церкви в большинстве приходов бывает после литургии Великой субботы), причём Цветная Триодь замечает: «Вестно же буди: Яко сицевый мяс и набелу принос, не есть пасха, ниже́ агнец, якоже нецыи глаголют и приемлют, и ему со всяким говением, якоже некоей святыни причащаются, но простое приношение; не аки бо сие в жертву Богу приноситися имать, но токмо да начинающим по посте мясо и сыр ясти, от иерея предложенными молитвами в снедь благословено будет: пасха бо Сам Христос есть, и Агнец, Вземляй грехи мира, на олтаре в Безкровной Жертве, в Пречистых Тайнах Честнаго Тела и Животворящия Крове Своея, от иерея Богу и Отцу Приносимый, и Тому достойно причащающиися, истинную ядят пасху. И сего ради оныя приносы, яко не суть пасха, во олтарь или в церковь не достоит вносити, но вне церкве, или в притворе, молитвою благословити <…>».

### Великая вечерня первого дня Пасхи

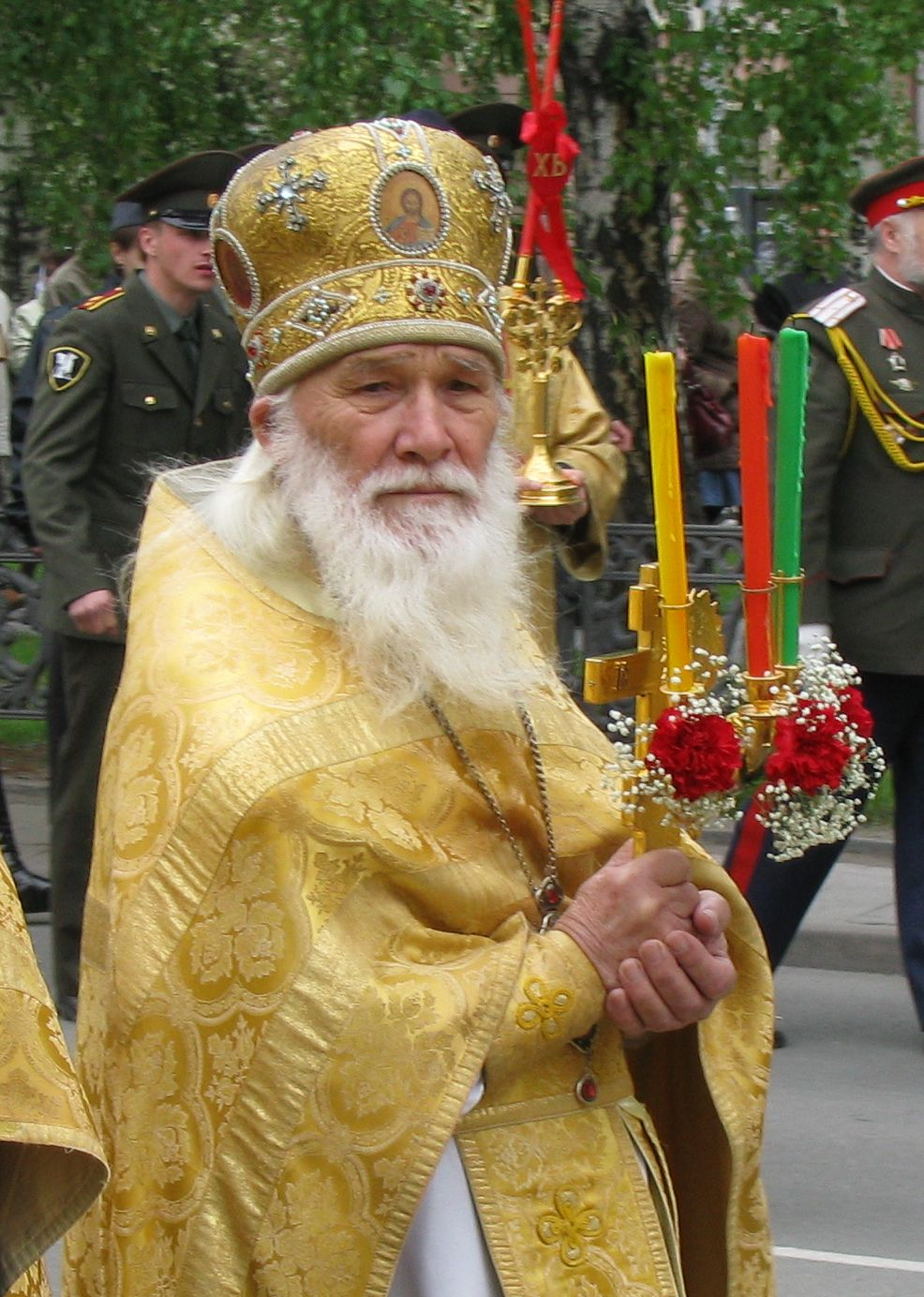
Митрофорный протоиерей с пасхальным трёхсвечником

Вечером в Неделю Пасхи в православных храмах совершается великая пасхальная вечерня, имеющая ряд особенностей:
- духовенство служит в полном облачении;
- на малом входе с Евангелием, в кафедральных соборах, архиереи в честь Пасхи на этой вечерне торжественно присваивают очередные богослужебные награды за усердное служение подчинённым им священнослужителям;
- великий прокимен:

Кто Бог ве́лий, я́ко Бог наш? Ты еси́ Бог, творя́й чудеса́!
- чте́тся Евангелие (65-е зачало от Иоанна: Ин. 20:19-25) предстоятелем в алтаре в Царских вратах лицом к народу, то есть на запад;
- в конце этой вечерни в кафедральных соборах происходит торжественное поздравление с Пасхой Христовой правящего архиерея представителями власти, выдающимися деятелями данного региона, благочинными, настоятелями местных монастырей и храмов, собравшимся духовенством и мирянами. Зачитывается ежегодное Пасхальное послание правящего архиерея. Взаимно вручаются памятные подарки, пасхальные яйца и цветы. Архиерейский хор и лучшие певческие коллективы епархии исполняют концертные пасхальные песнопения.

### Богослужения Светлой седмицы
Богослужения особым Пасхальным чином совершаются всю Светлую седмицу. Они имеют много общего с ночной пасхальной службой:
- пасхальное начало в начале каждой службы,
- в храме не читается Псалтирь,
- всю седмицу отверсты царские и пономарские врата,
- каждый день после Литургии крестный ход вокруг храма с четырёхкратным чтением Евангелия,
- в некоторых храмах прихожанам в пасхальные дни дозволяется ежедневно причащаться без соблюдения поста, с упрощённой исповедью и с укороченным молитвенным правилом,
- сокращены заупокойные поминовения.
- в светлую пятницу совершается праздник Живоносный Источник с малым водосвятием.
- в светлую субботу читается молитва на раздробление артоса, который затем раздаётся верующим. Перед воскресным всенощным бдением закрываются царские врата.

### Богослужения до отдания Пасхи
От Неде́ли Фомино́й начанается частичный переход к обычным (непасхальным) богослужениям. Последний раз пасхальным чином богослужение может быть совершено на отдание Пасхи.

## Католицизм

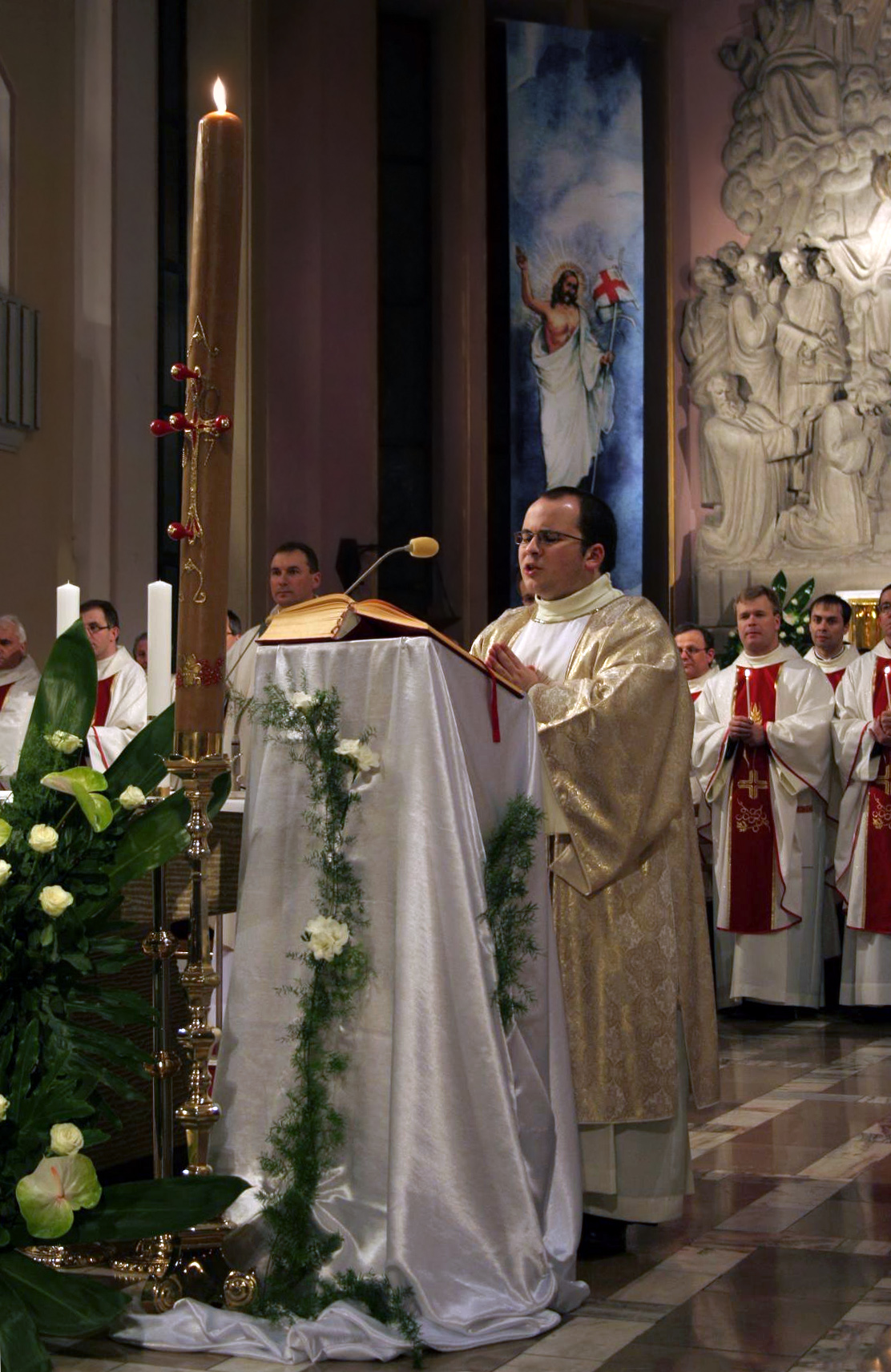
Католический диакон поёт Провозглашение Пасхи

В католическом литургическом календаре Пасхальное триденствие, состоящее из служб Великого четверга, Великой пятницы и Великой субботы, представляет собой вершину годового богослужебного круга.
Вечером Великой субботы совершается Навечерие Пасхи. Оно начинается с Литургии Света. Во дворе храма разводится костёр, от которого священник зажигает большую пасхальную свечу, «пасхал», и входит в храм, провозглашая «Свет Христа». От пасхала верующие в храме зажигают свои свечи. Свет пасхальных свечей символизирует христианское учение, призванное просветить мир. По окончании процессии диакон устанавливает пасхал на специальный подсвечник в пресвитерии и просит у священника благословения на провозглашение Пасхи, после чего подходит к амвону, с которого провозглашает древний христианский гимн «Провозглашение Пасхи» (Exsultet). Как правило, Exsultet провозглашается нараспев, в форме речитатива (в Liber usualis не нотирован). Кроме диакона его могут читать священник или чтец. Во время пения Exsultet верующие стоят в храме с зажжёнными свечами.
Во время Литургии Слова читается не три, как в обычные дни, а девять библейских чтений, семь ветхозаветных чтений призваны показать божественный замысел в отношении человечества от момента сотворения человека до пришествия Христа на Землю, чтения из Апостола и Нового Завета иллюстрируют события и значение Воскресения Христа в деле спасения людей. После ветхозаветных чтений поётся торжественный гимн Gloria, причём при исполнении гимна впервые с литургии Великого четверга звучит орган. С этого момента богослужение сопровождается звуками музыкальных инструментов. Перед евангельскими чтениями звучит торжественное «Аллилуйя».

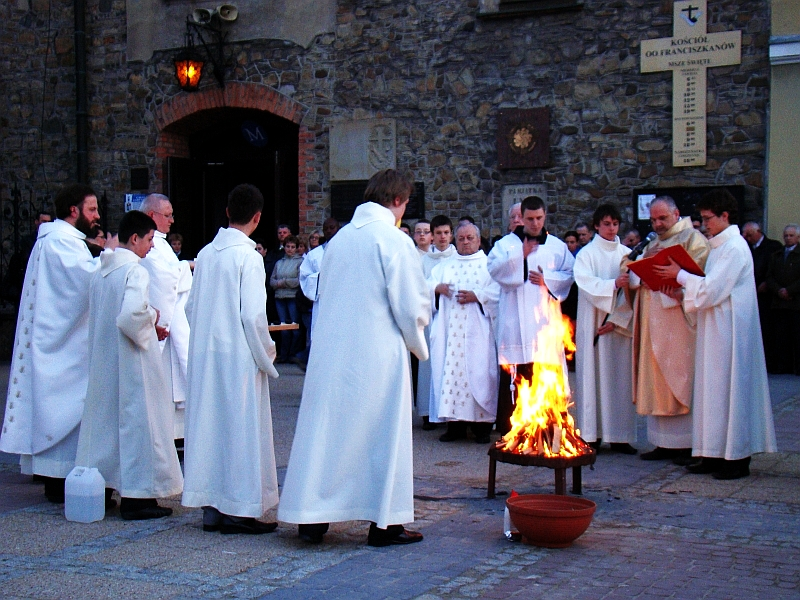
Разведение пасхального костра перед началом Навечерия Пасхи, Санок (Польша)

В католической церкви сохраняется древний христианский обычай во время литургии пасхальной ночи проводить крещение взрослых. Принятие таинства в такую ночь считается особенно почётным. Литургия Крещения следует сразу за Литургией Слова.
Перед совершением таинства священник спрашивает оглашенных, хотят ли они принять крещение, затем благословляет их, чертя знак креста на лбу новокрещаемых, после чего совершает молитву экзорцизма для очищения крещаемых от первородного греха. Все присутствующие в храме, включая катехуменов, читают литанию всем Святым, после чего священник благословляет воду для крещения, трижды погружая в крещальную воду пасхал — пасхальную свечу.
Оглашенные и все присутствующие в храме отрекаются от сатаны и читают Апостольский Символ веры, обновляя свои крещальные обеты. Священник совершает собственно крещение путём троекратного погружения или обливания крещаемого со словами «Крещу тебя во имя Отца и Сына и Святого Духа». После совершения таинства новокрещённому вручается зажжённая свеча и надевается белая одежда, как символ света Христова и очищения для новой жизни. Затем совершается помазание новокрещённых елеем (не являющееся таинством миропомазания), которое символизирует крепость в борьбе со злом.
После крещения следует Евхаристическая Литургия, проводимая обычным порядком, но сопровождаемая торжественными пасхальными песнопениями.
Заканчивается служба торжественным провозглашением «Христос воскрес», на что прихожане отвечают «Воистину воскрес» и крестным ходом вокруг храма.

### Католические пасхальные библейские чтения

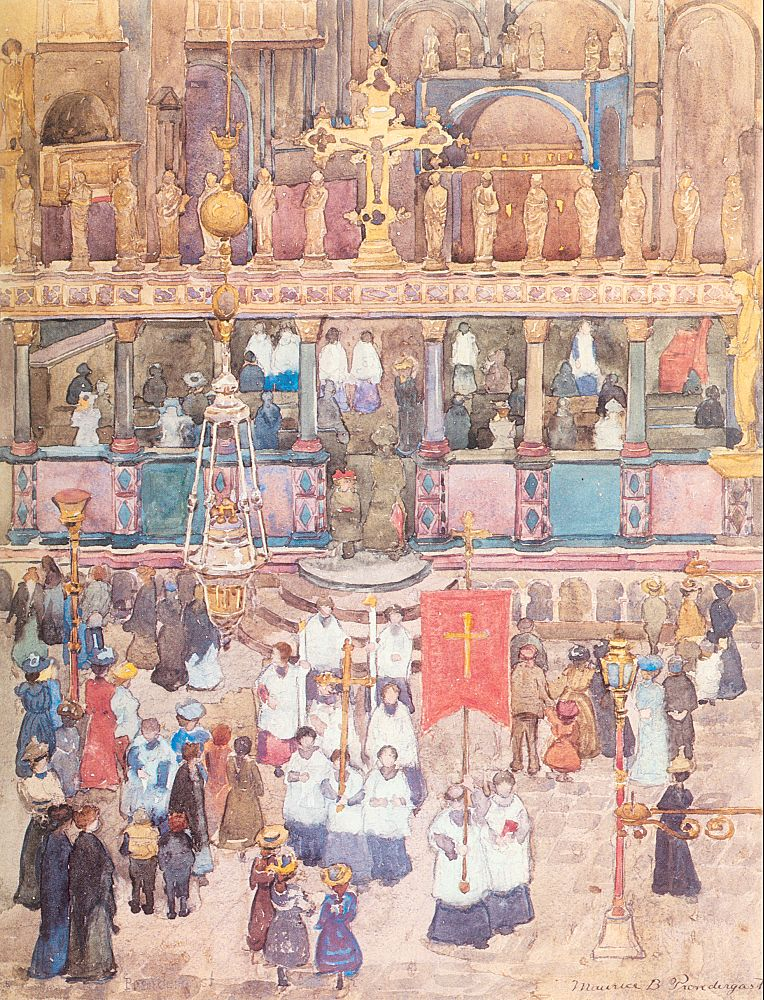
Пасхальный крестный ход в соборе Святого Марка (Венеция)

- О сотворении мира и сотворении человека (Бытие)
- О жертве Авраама (Бытие)
- О переходе через Красное море (Исход)
- О Новом Иерусалиме (Книга пророка Исайи)
- Пророчества о спасении людей (Книга пророка Исайи)
- Об источнике премудрости (Книга пророка Варуха)
- О новом сердце и новом духе (Книга пророка Иезекииля)
- О крещении во Христа (Послание к Римлянам, гл. 6)
- О Воскресении Христа (Евангелие от Матфея, гл. 28)

## Протестантизм
В традиционных протестантских течениях лютеранстве, англиканстве и пр. пасхальные праздники также являются кульминацией богослужебного года.
В лютеранских храмах чин богослужения разнится в разных областях, а иногда и в пределах одной области — от очень пышных богослужений Швеции до крайне аскетичных в центральных землях Германии. Некоторые деноминации, в том числе и ранние реформатские церкви (кальвинисты) отвергают празднование Пасхи как испорченное языческим влиянием (так же, как Рождество).
Традиционные протестанты празднуют Пасху по григорианскому календарю. Более поздние, напр. баптисты, пятидесятники и неохаризматики, руководствуются тем, как принято в данном обществе. В свою очередь свидетели Иеговы отмечают Пасху по еврейскому календарю 14 нисана, как воспоминание смерти Христа.